# Felix Platte
Felix Platte (* 11. Februar 1996 in Höxter) ist ein deutscher Fußballspieler, der zuletzt für den SC Paderborn 07 spielte.

## Vereinskarriere

### Anfänge
Platte stammt aus dem lippischen Dorf Sabbenhausen, wo er ab dem Jahr 2000 beim TSV Sabbenhausen mit dem Fußballspielen begann und bis 2008 spielte. Anschließend spielte er für eine Saison beim TuS WE Lügde, bevor er in die Jugendabteilung des SC Paderborn 07 wechselte.
2012 fand er den Weg in das Nachwuchsleistungszentrum des FC Schalke 04. In seiner ersten Saison bei Schalke hatte er mit neun Toren und sieben Vorlagen in nur 19 Spielen Anteil am Gewinn der westdeutschen B-Jugend-Meisterschaft. Nach der Saison kam er in der A-Jugend zum Einsatz und wurde auch dort westdeutscher Meister. Er verpasste allerdings einen Großteil der Saison durch Hüftprobleme und eine Sprunggelenksverletzung; in zwölf Spielen erzielte er fünf Tore und bereitete sechs weitere vor. In der Spielzeit 2014/15 zählte er nach 14 Spielen sieben Tore und drei Vorlagen; hinzu kamen zwei Tore und eine Vorlage im DFB-Junioren-Vereinspokal sowie vier Tore in der UEFA Youth League.

### Profi beim FC Schalke 04
Im November 2014 erhielt er einen ab der Saison 2015/16 gültigen Profivertrag bis zum 30. Juni 2017, der zur Saison 2015/16 bis 2018 modifiziert und verlängert wurde. Am 14. Februar 2015 (21. Spieltag) gab er sein Debüt in der Fußballbundesliga. Vier Tage später debütierte er bei einer 0:2-Niederlage im Hinspiel des Achtelfinales gegen Real Madrid in der Champions League.

### Zwischen Schalke und Darmstadt
Im Februar 2016 wurde Platte bis zum Ende der Saison 2015/16, in der er bis dahin einmal für den FC Schalke 04 zum Einsatz gekommen war, an den Ligakonkurrenten SV Darmstadt 98 verliehen. Am 7. Februar 2016 gab er beim 0:2-Auswärtssieg gegen die TSG 1899 Hoffenheim sein Debüt für die Lilien, als er in der Nachspielzeit der zweiten Hälfte für Sandro Wagner eingewechselt wurde.
Nach elf Einsätzen ohne eigenen Torerfolg wurde die Leihe Ende Juni 2016 für die Saison 2016/17 verlängert. Beim 2:1-Auswärtserfolg gegen den Hamburger SV am 22. April 2017, dem 30. Spieltag dieser Saison, erzielte Platte für Darmstadt seinen ersten Bundesligatreffer. Am Saisonende stieg er mit dem Verein in die 2. Bundesliga ab. Platte fiel die gesamte Hinrunde mit Hüftproblemen aus.
Im Sommer 2017 kehrte Platte zunächst zum FC Schalke 04 zurück. Nachdem er unter dem Trainer Domenico Tedesco in der ersten DFB-Pokal-Runde und am ersten Bundesligaspieltag nicht im Spieltagskader gestanden hatte, kehrte er am 26. August 2017 zum Bundesligaabsteiger SV Darmstadt 98 zurück, bei dem er einen Vierjahresvertrag erhielt. In der zweiten Liga kam er auf 21 Einsätze und fünf Tore, fehlte jedoch auch mehrere Spiele mit einem Muskelbündelriss. 2018/19 kam er auf nur zehn Einsätze und ein Tor, da er bis November 2018 wegen einer Fußoperation nicht spielen konnte und auch später in der Saison wieder mit einem Muskelbündelriss ausfiel. Auch in der nächsten Saison fehlte er die gesamte Hinrunde. In der Saison 2020/21 kam er unter Markus Anfang auf 21 Zweitligaeinsätze, zwei Tore und erreichte mit der Mannschaft Platz 7.

### Rückkehr nach Paderborn
Seit der Saison 2021/2022 spielt Platte wieder für seinen Jugendverein SC Paderborn 07. Beim Zweitligisten unterschrieb er einen Vertrag bis 2023, der bereits im März 2022 nach 13 Scorerpunkten in 20 Spielen bis 2025 verlängert wurde. 2025 entschied sich der SC Paderborn 07, den auslaufenden Vertrag nicht mehr zu verlängern.

## Nationalmannschaft
Am 19. Mai 2015 wurde er für den vorläufigen Kader der deutschen U-19-Nationalmannschaft für die U-19-Fußball-Europameisterschaft 2015 in Griechenland nominiert. Im März 2016 debütierte Platte für die deutsche U-20, für die er insgesamt 3-mal spielte. Beim 5:6-Halbfinal-Sieg gegen England n. E. (1:1) (2:2) der U-21-Nationalmannschaft bei der U-21-Fußball-Europameisterschaft 2017 in Polen debütierte er sowohl in der deutschen U-21 als auch als Torschütze dort.

## Erfolge
Nationalmannschaft
- U-21-Europameister: 2017

FC Schalke 04
- Deutscher A-Jugend-Meister: 2015
- DFB-Junioren-Vereinspokal: Finalist 2014
- UEFA Youth League: Halbfinalist 2014
- Westdeutscher Meister U-19: 2014, 2015
- Westfalenpokalsieger U-19: 2014
- Westdeutscher Meister U-17: 2013
- Westfalenpokalsieger U-17: 2013